# Енстатит
Енстатит (MgSiO3) и феросилит (FeSiO3) представљају пироксен силикате. Ови минерали се чето могу наћи у магматским и метаморфним стенама, али и у метеоритима.
Интермедијарни, прелазни тип, (Mg,Fe)SiO3, назива се хиперстен или, по новијем, ортопироксен.